# ایدینا منزل
ایدینا کیم منزل (به انگلیسی: Idina Kim Menzel)؛ /ɪˈdi:nə mɛnˈzɛl/ (زادهٔ ۳۰ مه ۱۹۷۱) بازیگر، خواننده و ترانه‌پرداز یهودی اهل ایالات متحده آمریکا است.
وی در اجراهای برادوی از موزیکال اجاره به عنوان نقش اصلی حضور داشته‌است و در سال ۲۰۰۴ برنده جایزه تونی به خاطر اجرای نقش الفابا (نقش اصلی) در اجرای موزیکال شرور شد. همچنین وی در یازده قسمت از گلی در نقش شلبی کورکون حضور داشت. او همچنین در انیمیشن یخ زده به عنوان گوینده السا حضور یافته‌است. او در فیلم افسون کردن هم بازی کرده‌است. او همچنین در فیلم سیندرلا در نقش مادرخوانده سیندرلا بازی کرد. 

## فیلم شناسی
- فقط یک بوسه (۲۰۰۲)
- اجاره (۲۰۰۵)
- افسون کردن ۲۰۰۷ بازیگر
- یخ زده ۲۰۱۳، صداپیشه
- تب یخ زده ۲۰۱۵ صداپیشه
- منجمد ۲ ۲۰۱۸ صداپیشه
- ماجراجویی منجمد اولاف
- از غبار بپرس بازیگر ۲۰۰۶
- افسون نزده ۲۰۲۲ بازیگر
- سیندرلا ۲۰۲۲ بازیگر و خواننده